# Gorila horská
Gorila horská (Gorilla beringei beringei) je poddruhem gorily východní. Jedná se o druhého největšího primáta na světě. Vyskytuje se pouze na malém území v horské oblasti na pomezí Konžské demokratické republiky, Ugandy a Rwandy.

## Popis
Gorila horská má hustší srst než ostatní gorily s nápadně dlouhými černými chlupy na temeni hlavy a horních končetinách. Naopak na hřbetě jsou chlupy krátké. Samec může měřit více než 170 cm (při rozpětí předních končetin 200–270 cm), ale údajně se člověk setkal i s takovými jedinci, kteří měli kolem dvou metrů. Samice jsou vždy menší, nepřesahují 150 cm. Váha dospělých samců se pohybuje od 150 do 200 kg, samice váží od 70 do 110 kg. V zajetí, kde nemají dostatek pohybu, mohou samci vážit až 300 kg. Zadní končetiny jsou kratší než přední. Samci jsou na hřbetě zbarveni stříbrošedě. Barva očí je hnědá jako u ostatních druhů goril. Při chůzi používají, stejně jako šimpanzi, klouby prstů namísto dlaní. Chodí po čtyřech, i když jsou schopny kráčet vzpřímeně (většinou však neujdou více než několik metrů). Dožít se může pravděpodobně více než 35 nebo 40 let (obdobně jako gorila východní). Miloš Anděra ve své knize Zvířata v Horách (2000) uvádí nejvyšší dosažený věk 50–54 let.
Gorily mají s lidmi mnoho společného, možná více, než se předpokládalo. Například sekvenci DNA mají z 98 % identickou s člověkem. Jsou schopny učit se i komunikovat ve znakovém jazyce. Přestože se v mnoha ohledech podobají člověku, krom jiného třeba tvarem lebky, nejsou předchůdci člověka (stejně jako jiní současní hominidé), ale vyvíjejí se zároveň s ním ze společných předků.

## Výskyt
Gorily horské žijí na nepatrném území vysokých sopečnatých pohoří národních parků Virunga (až polovina populace), Mgahinga, Volcanoes a Bwindi, uprostřed Afriky. Nejčastěji obývají deštné pralesy v nadmořské výšce 2220–3500, nebo až 4000 metrů. Navzdory tomu, že tato území leží téměř na rovníku, klesá zde teplota až k bodu mrazu a často se též vyskytují vytrvalé deště a bouře s krupobitím. Před nízkou teplotou je sice chrání hustá srst, nicméně neustálé rozpínání lidí do jejich teritoria je donutilo ustoupit do ještě vyšších oblastí, ve kterých je jejich přežití značně problematické, jelikož jsou gorily náchylné na zápal plic.

## Chování, potrava
Gorily horské žijí v rodinných, obvykle dlouhodobě stálých skupinách, které mívají až 37 členů (průměrně 10–17). Každá taková tlupa se skládá z alespoň jednoho velkého samce, několika samic a skupiny mláďat. Největší samec funguje jako vůdce i ochránce tlupy. Ta se neustále přesouvá na území o rozloze 2–50 km2. Jednotlivé tlupy se mohou okrajově překrývat. Během přesunů si obstarávají potravu a staví nová hnízda z trávy a větví, většinou na zemi, kde tráví i většinu času. Zvládnou však šplhat po stromech  do výšky až 40 metrů. Hnízdo druhý den opouštějí a pokračují v přesunu. Gorily horské jsou aktivní ve dne. Vstávají za úsvitu a k odpočinku se ukládají večer.
Navzdory své velikosti a síle gorily horské nepatří mezi agresivní tvory. Jsou více zdrženlivé a k potyčkám s lidmi či jinými gorilami dochází jen velmi vzácně, cítí-li, že je tlupa ohrožena. Pro člověka může takové setkání skončit tragicky, jestliže se uchýlí k útěku, neboť tím gorilu vydráždí. Obecně se doporučuje, aby se člověk pokud možno nezalekl, zůstal nehnutě stát a bude-li reagovat na zastrašující manévry s náznaky útoku pouze odvrácením zraku (nedívat se upřeným pohledem do očí), gorila většinou po chvíli odběhne. Výjimečně může dojít k souboji mezi dvěma dominantními samci z různých tlup. I v takovém případě se střet většinou omezí jen na hlasité projevy, stavění se na zadní končetiny, bušení pěstmi do hrudi či do země, vyhazování větví a trávy do vzduchu nebo výpady, které však nejsou dokončeny.
Gorily horské jsou býložravci a tak jejich dietu tvoří především nízké zelené rostliny, listy, výhonky a v menší míře se živí i ovocem (asi 1,7 % potravy). Jejich strava je bohatá na vodu, takže nepotřebují pít.

## Rozmnožování, péče o potomka
Horské gorily mají mimořádně malou rozmnožovací schopnost, samice rodí mláďata jednou za čtyři roky, nebo ještě později. Gorilí samice dosahují reprodukčního věku ve svých deseti letech, u samců to může být až v patnácti. Zajímavostí je, že se rozmnožovat mohou i nedominantní samci, podíl jimi zplozených potomků je však relativně nízký. Samice je schopna zabřeznout pouze 3 dny v měsíci.
Po téměř devítiměsíční březosti rodí jedno mládě, které není schopné samostatného života. Kojí ho asi jeden rok a zdržuje se s ním v těsné blízkosti dominantního samce. Ačkoliv jsou gorily větší než lidé, jejich mláďata neváží víc než 2 kg, přesto se vyvíjejí rychleji než lidští potomci. Prvních pět měsíců je gorilí mládě v neustálém kontaktu s matkou, na níž je plně závislé. Přibližně jedenkrát za hodinu saje matčino mléko. Po 12 měsících se již mládě odváží vzdálit, ale jen na poměrně krátkou vzdálenost (asi pěti metrů). Souběžně s tím se snižuje četnost kojení, už jen jedenkrát za dvě hodiny. Ve věku 30 měsíců tráví s matkou jen 50 % času. Mezi třetím a šestým rokem života slézá mládě ze hřbetu matky a začíná se pohybovat samostatně. Samec chrání mláďata před agresí ostatních souputníků, obzvláště je brání při potyčce se staršími, dominantnějšími členy. Úmrtnost mláďat je poměrně vysoká, do tří let věku umírá téměř 40 % z nich. Klíčová je adekvátní rodičovská péče.

## Výzkum
Gorila horská byla pro západní svět objevena v roce 1902, kdy německý armádní důstojník Robert von Beringe zastřelil dva kusy na území Virunga v Zairu (dnešní Kongo). Jeden exemplář odeslal zoologovi Paulu Matschiemu, který ho prohlásil za nový poddruh a pojmenoval ho po svém objeviteli Gorilla beringei beringei. První národní park založil na území Virungy belgický král Albert I. v roce 1925. Podle něho také dostal název Albertův národní park. V roce 1959 zde Američan George Schaller strávil celý rok studiem horských goril. Svá pozorování uveřejnil v přelomové knize Horská gorila z roku 1963. V roce 1967 dorazila na Schallerovu konžskou základnu Dian Fosseyová. Po pouhých několika měsících se však musela přesunout kvůli válečnému konfliktu do rwandského národního parku Volcanoes, kde založila výzkumnou stanici. Zdejší oblast, ve které prováděla své výzkumy, pojmenovala Karisoke. Jednalo se o lokaci jednoho z nejdéle probíhajícího výzkumu primátů v historii.
Fosseyová zavedla některé metody používané k identifikaci, stopování a navazování kontaktu s gorilami. V první polovině 70. let byl stanoven odhad, který ve srovnání s Schallerovými daty poprvé ukázal na rychlý úbytek populace v důsledku lidských aktivit. Byla zavedena opatření na ochranu goril, která se však kvůli nedostatečné výbavě strážců parku míjela účinkem. Přelomem se stal útok na Fosseyové tlupu označovanou jako Skupina 4 v Karisoke v roce 1978, při kterém byli zabiti dva dominantní samci, což vyústilo v její rozpad. Samice byly sice přijaty jinými skupinami, samci z těchto skupin však zabili jejich mláďata. Byla tak prokázána stěžejní role dominantních samců pro přežití celého druhu. Smrt dominantního samce totiž způsobuje řetězovou reakci, která má za následek dezintegraci celé skupiny a smrt mláďat. Tato událost byla zaznamenána západními médii a vedla k založení projektu Mountain Gorilla Project, který se stal modelem pro ochranu primátů. Dian Fosseyová byla v zimě roku 1985 zavražděna. Výzkum goril v Karisoke tím neskončil a někteří jedinci z původních skupin byli zkoumáni ještě několik desítek let po její smrti.

## Ohrožení a početnost
Odborníci odhadují, že se od roku 2011 početnost tohoto druhu drží stabilně na úrovni zhruba 1000 jedinců, z nichž přibližně 60 % je pohlavně zralých (asi 600 goril). Tento počet sice představuje značný nárůst oproti výsledku sčítání z roku 1989 (620 jedinců), ovšem v posledních letech spíše stagnuje. Gorila horská byla dlouho dobu považována za kriticky ohrožený druh, ale od roku 2018 ji Mezinárodní svaz ochrany přírody (IUCN) řadí mezi ohrožený taxon.
Kromě člověka nemají gorily prakticky žádného nepřítele. Za jejich úbytek mohlo či stále může několik faktorů:
Za jejich úbytek mohlo či stále může několik faktorů:
- Zabírání životního prostoru lidmi: Půda sopečných oblastí je velice úrodná a místní obyvatelé jí využívají k pěstování plodin a chovu dobytka. Dalším problémem je těžba dřeva, které se využívá k výrobě dřevěného uhlí. Kvůli ilegální těžbě a zabírání půdy např. v roce 2004 vymizelo až 3700 akrů deštného lesa.[9] V roce 2007 bylo v parku Virunga kvůli výrobě dřevěného uhlí usmrceno deset horských goril. Zisk z výroby dřevěného uhlí činí ročně až 20 miliónů amerických dolarů.[17]
- Pytlačení: Ačkoliv se gorily běžně neloví pro trofeje či na prodej, mohou se stát oběťmi pastí na jiné druhy zvířat. Pro válečné uprchlíky trpící hladem je navíc jejich maso vítaným zdrojem potravy. Ulovit gorilu v národním parku není těžké, jelikož jsou zvyklé na přítomnost člověka a nechávají lidi přiblížit na malou vzdálenost.[9]
- Nemoci: Gorily horské jsou velmi náchylné vůči různým parazitům a onemocněním. Nemoci, které mají u lidí jen lehký průběh, je mohou snadno zabít. Kontakt turistů či ochránců s gorilami je proto přísně omezen. Zdrojem nákazy mohou být i domácí zvířata.[9]
- Těžba nerostných surovin: Oblast výskytu horských goril je bohatá na nerostné suroviny (např. ropa). Konžská vláda v roce 2007 udělila dvě koncese na těžbu ropy v oblasti Virunga. Zatímco francouzská společnost Total se zavázala plně respektovat hranice národního parku, britská SOCO (v současnosti Pharos Energy) začala směrovat zájmy na území spadající pod ochranu UNESCO. Mezi ilegální aktivity společnosti patří např. zastrašování a podplácení zaměstnanců národního parku, tlak na místní politiky, navazování kontaktů s povstaleckými skupinami ovládajícími některá území atp. Samotná těžba může začít až po vyhodnocení seismického průzkumu. Společnost SOCO všechna obvinění odmítla.[18]
- Válečné konflikty: Válečné konflikty, které od druhé poloviny 20. století sužovaly okolní státy, způsobily masivní přesun obyvatel do těchto odlehlých oblastí. K největší migraci došlo za Rwandské genocidy v roce 1994 a za války v Kongu v roce 1996. Příchod válečných migrantů způsobil nárůst některých výše popsaných problémů. Navíc jsou gorily ohroženy také minami, které se v jimi osídlených oblastech běžně používají.[9]

## Ochrana
Ochranou horských goril se zabývá celá řada organizací, např. Světový fond na ochranu přírody. Důležitou úlohu hrají také správy národních parků, které jsou zřizovány jednotlivými zeměmi. Nicméně provoz těchto organizací je finančně velmi náročný a do jisté míry odkázaný na solidaritu dárců či příjmy z turismu. Zde je však nutné dodržovat přísná opatření (např. nebýt při pozorování goril nemocný, využívat pouze služeb oficiálních průvodců, nepřibližovat se na více než 7 metrů, atp.). Výpravy za horskými gorilami nabízejí v rámci poznávacích zájezdů do Afriky také některé cestovní kanceláře v České republice a na Slovensku.

## Galerie

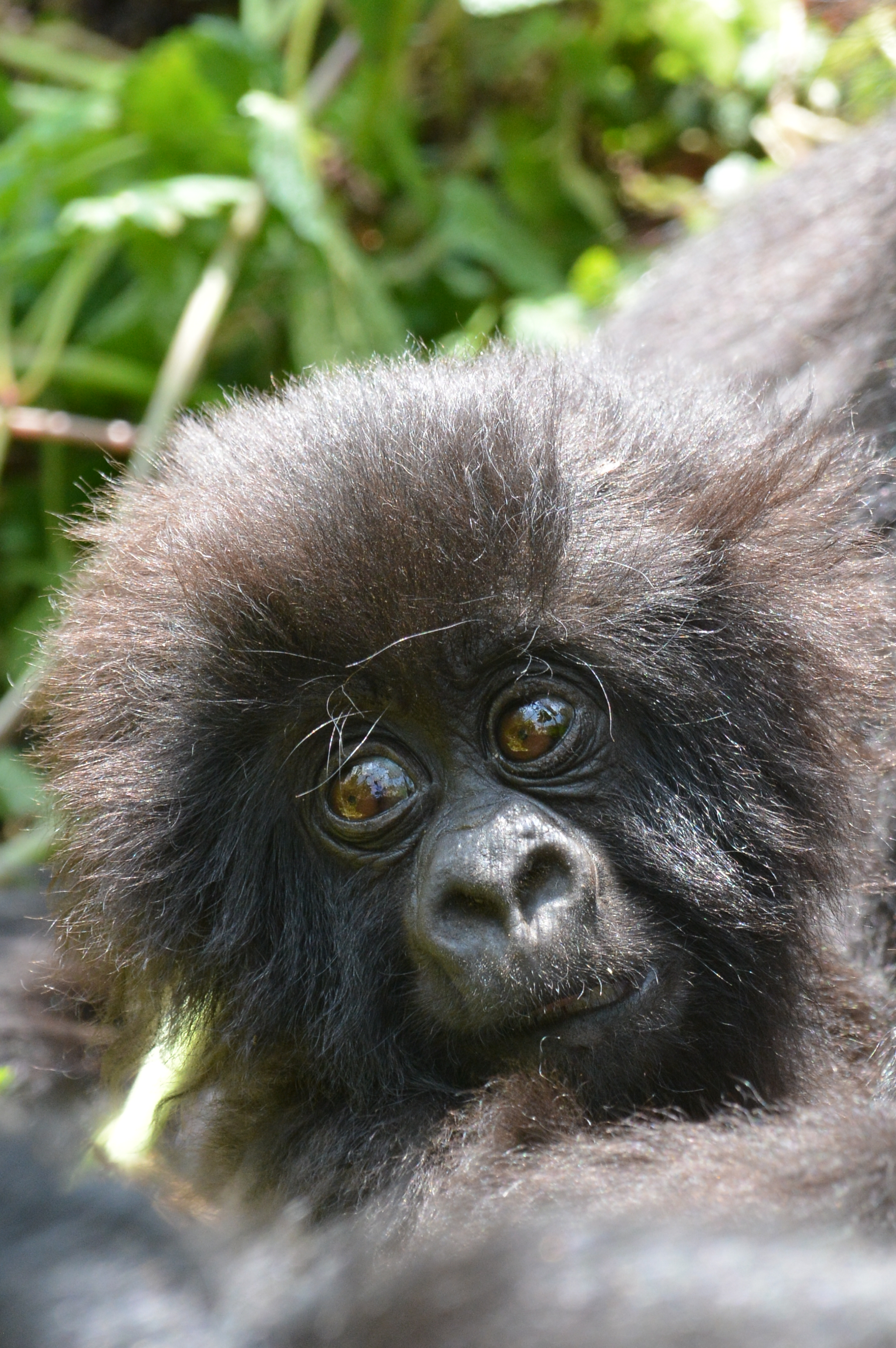
Mládě gorily horské
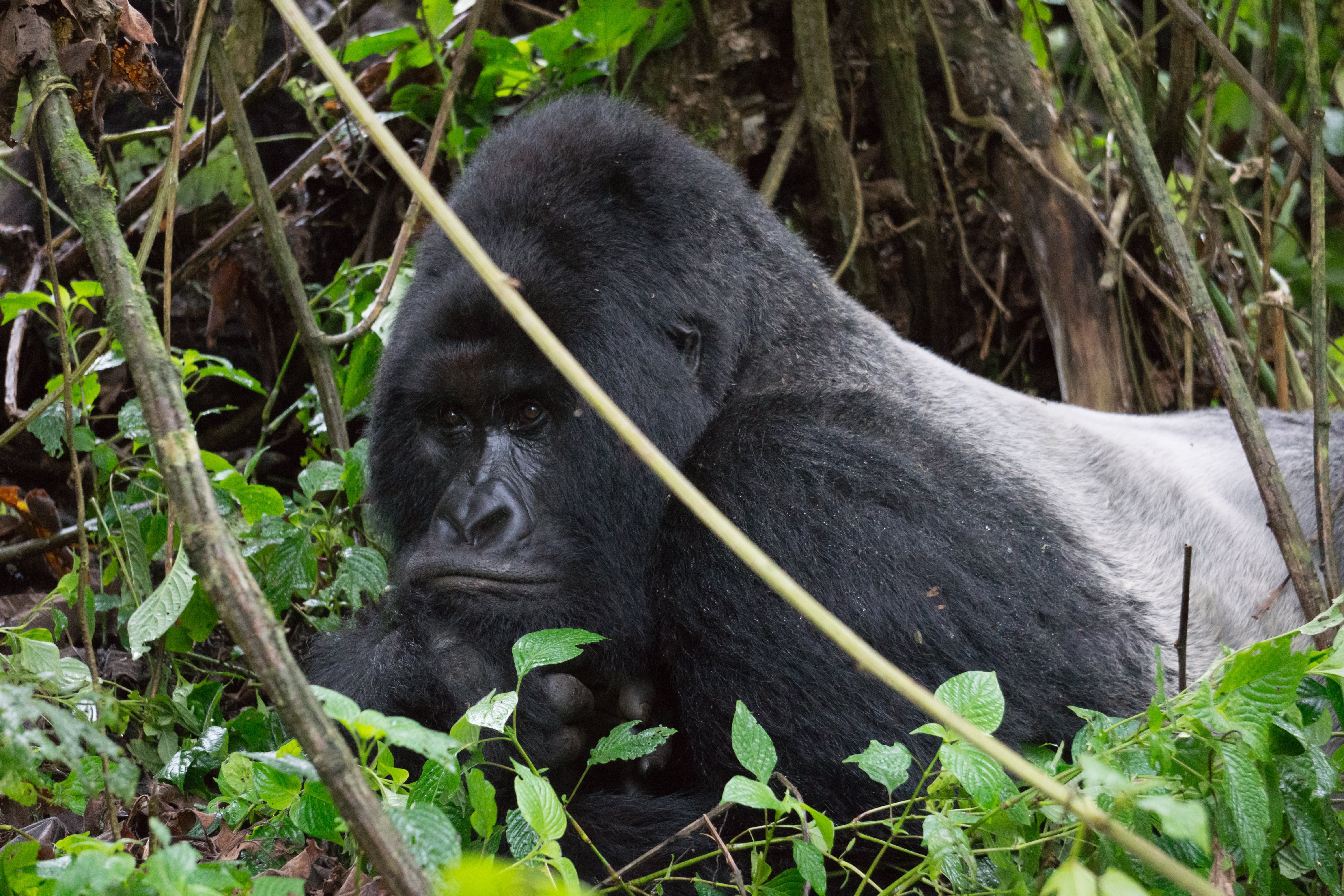
Dominantní samec z Virungy
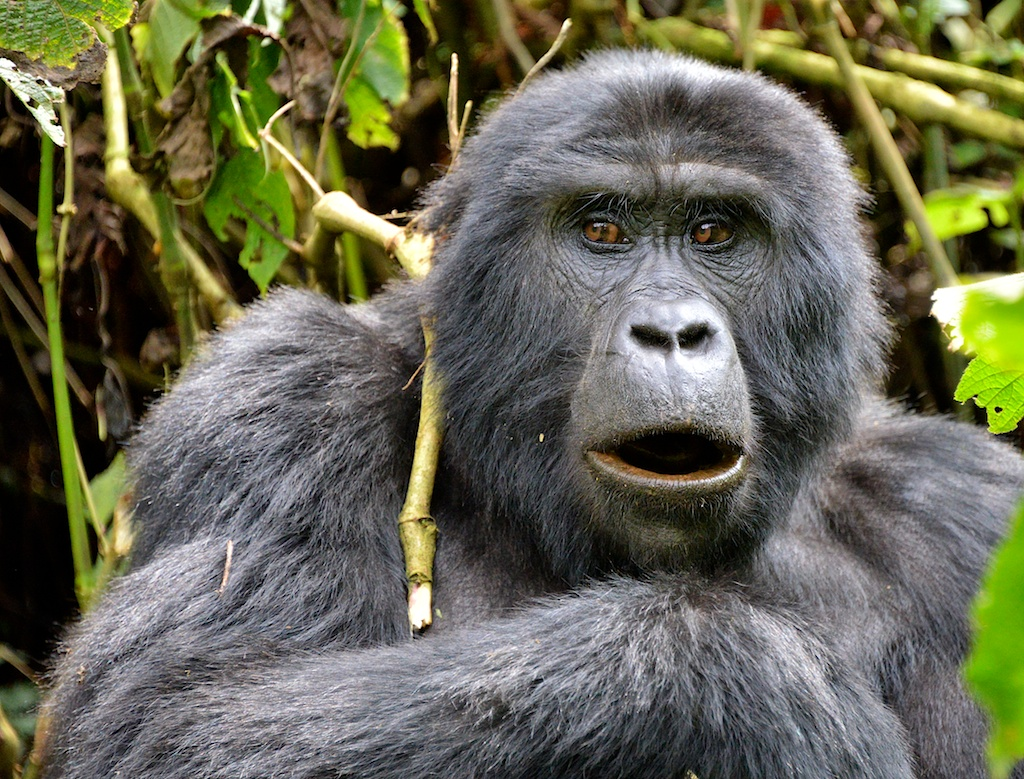
Samice v Ugandě
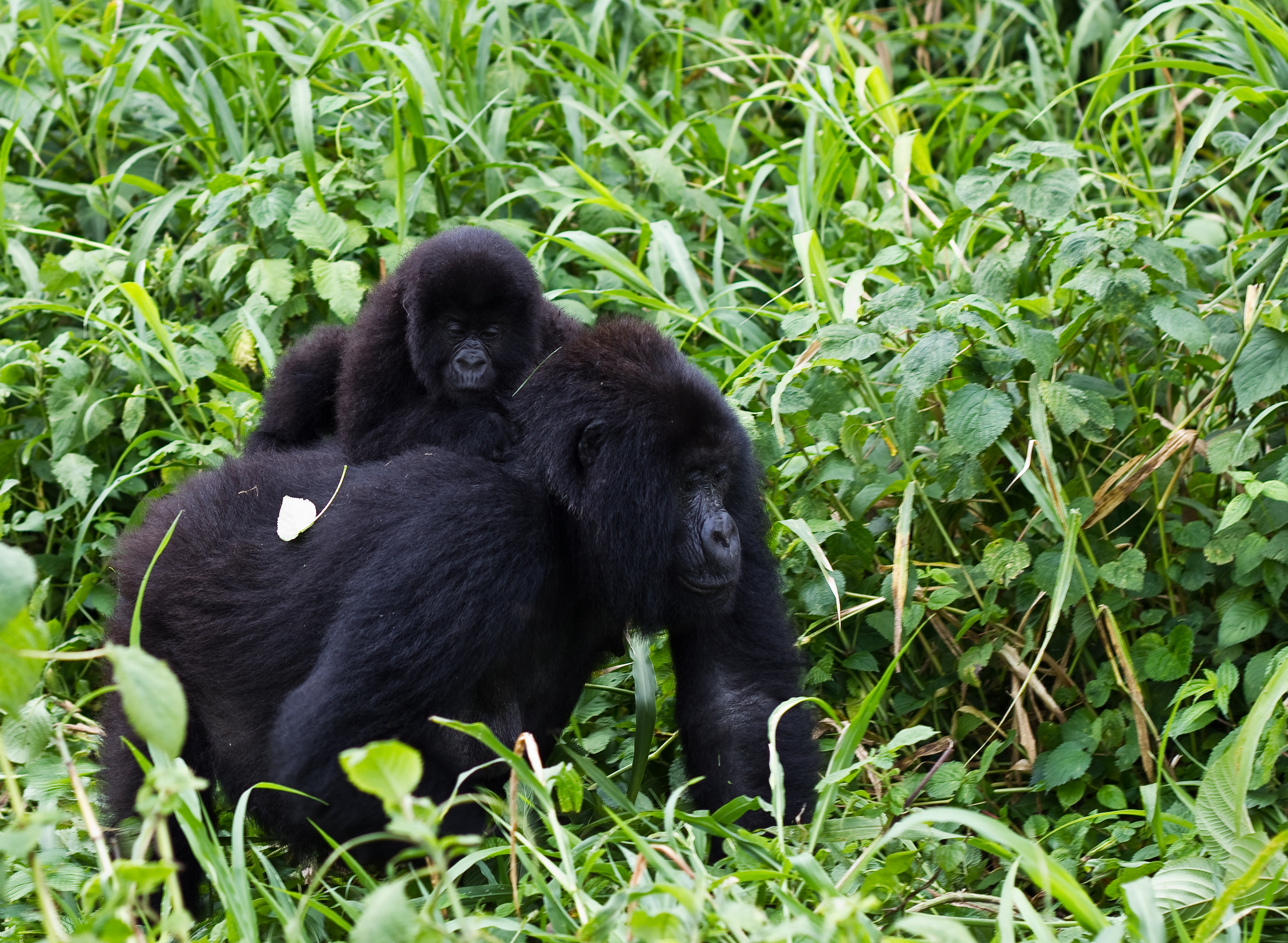
Matka s mládětem
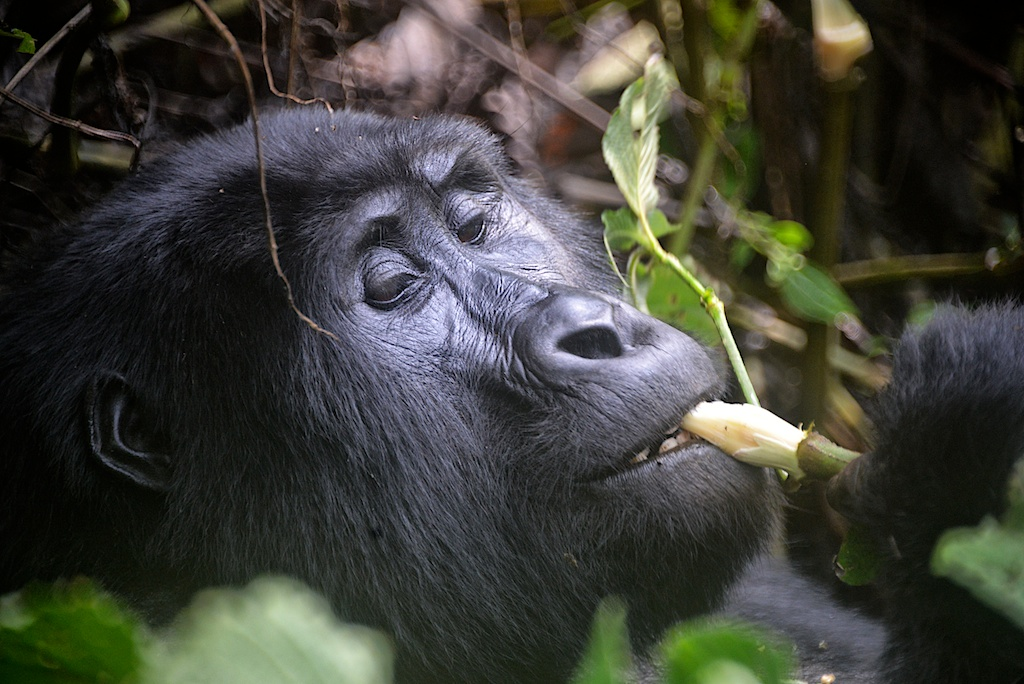
Při jídle